# Pseudomuscari pallens
Pseudomuscari pallens är en sparrisväxtart som först beskrevs av Friedrich August Marschall von Bieberstein, och fick sitt nu gällande namn av Fabio Garbari. Pseudomuscari pallens ingår i släktet Pseudomuscari och familjen sparrisväxter. Inga underarter finns listade i Catalogue of Life.

## Bildgalleri

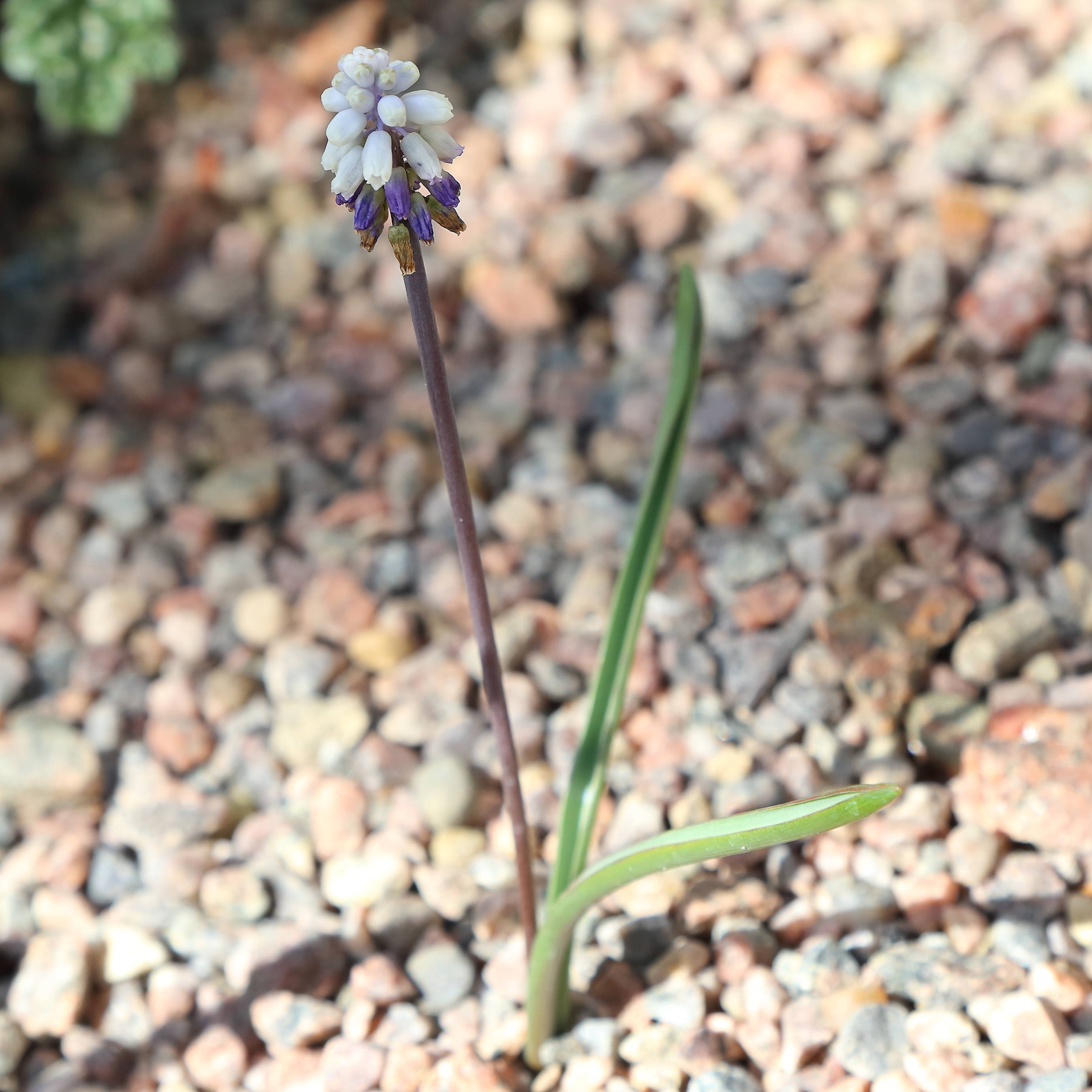
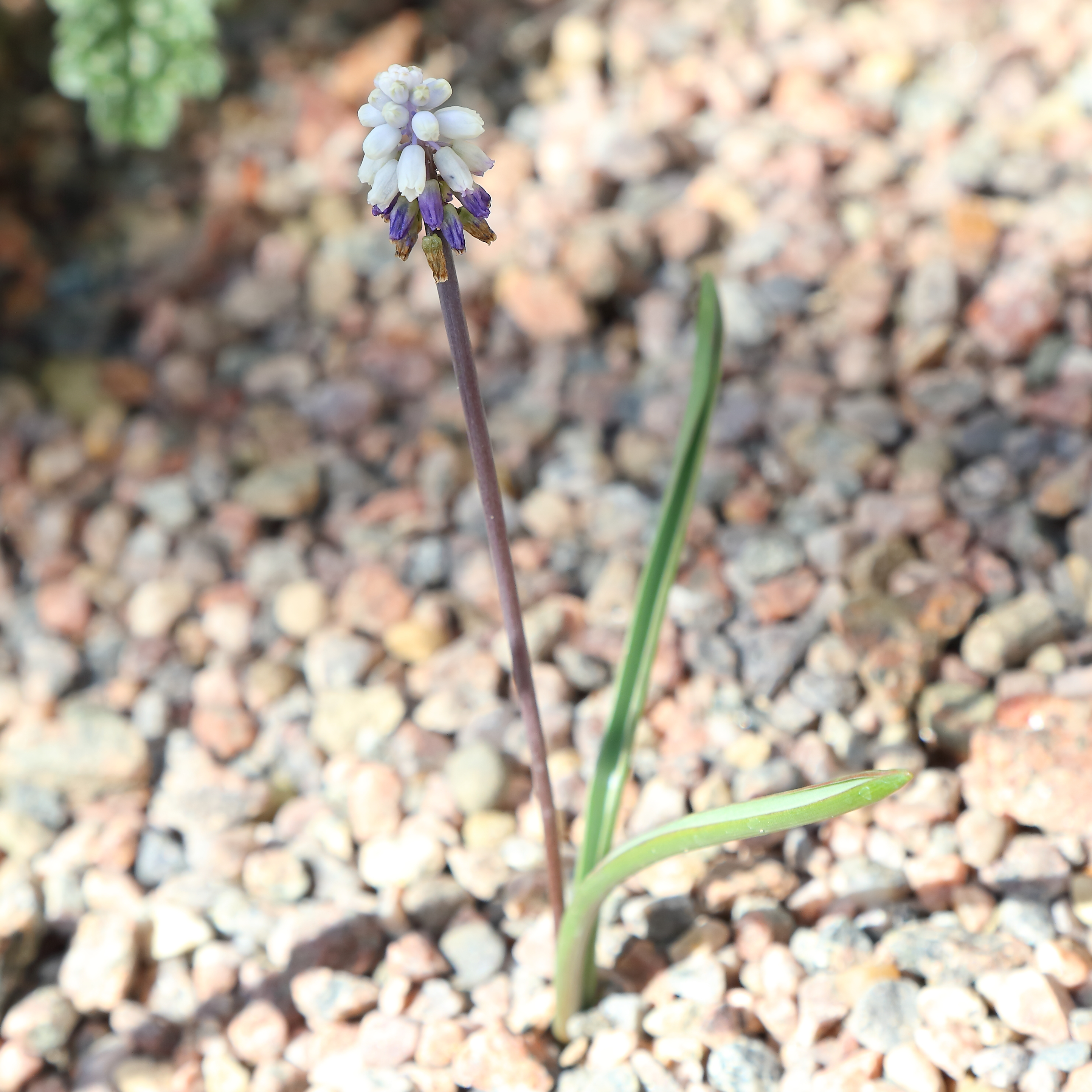